# Jules Burnotte
Jules Burnotte (né le 29 décembre 1996) est un biathlète canadien originaire de Sherbrooke, au Québec.

## Biographie
Né au Canada, Jules Burnotte a des origines belges du côté de son père. Ses grands-parents paternels sont originaires de Bastogne, en Belgique.
Burnotte fait ses débuts internationaux à l'âge de 17 ans aux Championnats du monde juniors de biathlon en 2014 à Presque Isle, où il remporte avec l'équipe du Canada la médaille d'argent du relais 3 × 7,5 km dans la catégorie jeunes.
En 2020, aux Championnats du monde à Antholz, Burnotte rentre pour la première fois dans le top 30 d'une épreuve individuelle en se classant 28e de l'individuel.
Burnotte aborde la saison 2021-2022 de Coupe du monde avec l'ambition de participer aux Jeux Olympiques de Pékin,. En janvier 2022, il obtient effectivement sa sélection pour les Jeux dans l'équipe olympique canadienne,,. Il réalise les meilleures performances de sa carrière lors des Jeux olympiques de 2022 : il rentre ainsi dans les points des trois premières épreuves (individuel, sprint et poursuite, avec notamment une 28e place sur cette dernière), ce qui lui permet de se qualifier pour le départ groupé, épreuve-reine réservée aux trente meilleurs biathlètes. Malgré 5 fautes au tir il termine sa première mass-start dans l'élite mondiale à la 18e place, signant son meilleur résultat en carrière. Il fait également partie du relais masculin canadien qui obtient son meilleur résultat olympique en terminant 6e.
Il arrête sa carrière au cours de la saison 2022-2023.
Après sa carrière il reprend ses études à l’Université de Sherbrooke pour devenir professeur de sport.